# Región de Sanaag

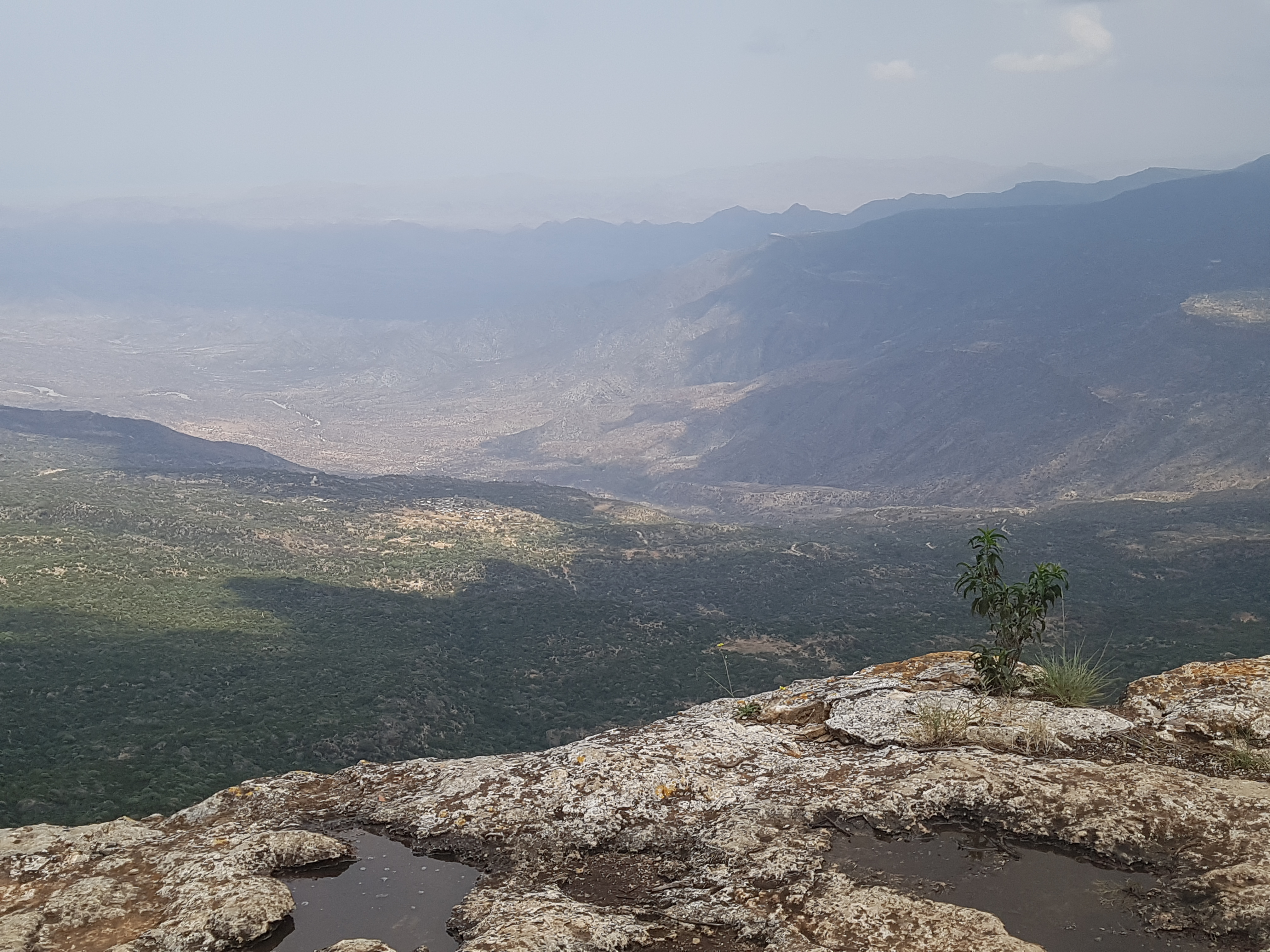
Sanaag

Sanaag (somalí: Sanaag; árabe: سناغ Sanāgh) es una región (gobolka) en el norte de Khatumo, antiguamente parte del protectorado de Estado derviche (Somalia). Su capital es Erigabo, y limita con las regiones somalíes de Woqooyi Galbeed, Togdheer, Sool y Bari, y el golfo de Adén.
Esta región consiste de 10 distritos:
- Afwein
- Badhan
- Dajar
- Dararweyne
- Erigabo
- Fiki Fuliye
- Garadag
- Hees
- Lasqoray
- Mayd

Sanaag es reclamado por dos estados autoproclamados, Somalilandia (de la que forma la mayor región) y Puntland.